# Manipulación del clima
La manipulación del clima o modificación artificial del tiempo es el acto de alterar el ambiente para producir cambios en el tiempo atmosférico. Tiene como objetivo prevenir fenómenos naturales como huracanes o tornados; producir modificaciones climáticas en beneficio de las agendas de estados y corporaciones, como lluvias en una zona de sequía; y provocar un desastre natural contra un enemigo o rival para estrategias tácticas, militares

 y guerra económica como la Operación Popeye, donde se sembraron nubes para prolongar el monzón en Vietnam. La modificación artificial del tiempo en la guerra ha sido prohibida por las Naciones Unidas en virtud de la Convención de Modificación Ambiental.

## Historia
En muchas culturas ha habido prácticas mágicas y religiosas para manipular el clima. Por ejemplo, Algunos indios americanos tenían rituales que supuestamente podían invocar a la lluvia. Además, en la mitología griega, Ifigenia fue ofrecida como sacrificio para apaciguar la ira de la diosa Artemisa, quien se había encargado de que la flota de los aqueos viajaran en la tranquilidad en el comienzo de la Guerra de Troya. En la Odisea de Homero, Eolo, Dios de los vientos, le regaló a Odiseo y a su flota los cuatro vientos en una bolsa. Sin embargo, mientras Odiseo dormía, los marineros abrieron la bolsa para buscar un botín, perdiendo así el curso por el vendaval resultante. En la antigua Roma, el lapis manalis fue una piedra sagrada que se encontraba en las afueras de Roma, cerca a las murallas servianas, en el templo de Marte. Cuando Roma sufrió una fuerte sequía, la piedra fue arrastrada hacia la ciudad. Las brujas de Berwick en Escocia fueron culpables de usar magia negra para invocar tormentas para asesinar al Rey Jacobo VI de Escocia cuando casi se hunde la nave sobre la cual viajaba. Las Brujas de Escandinavia supuestamente vendían el viento en bolsas o lo guardaban en cajas de madera, estas bolsas de madera eran vendidas a los marineros quienes podían liberarlas cuando no había viento. En varias aldeas de Navarra, le oraban a San Pedro para que lloviera en tiempos de sequía. Si no llovía, quitaban la estatua de San Pedro de la iglesia y la lanzaban al río.
Probablemente el primer ejemplo de la manipulación del tiempo en la práctica fue el pararrayos. En la década de los 50's, John von Neumann, científico computacional y también uno de los primeros en hablar sobre la manipulación del clima afirmó que si la tierra entrara en otra era de hielo, una solución preventiva sería contaminar la superficie de los glaciares. Esto podría cambiar significativamente el albedo, incrementando así la energía solar absorbida por el planeta. No se ha comprobado esta propuesta por ser materialmente imposible. En los 50's y 60 Wilhelm Reich realizó experimentos de cloudbusting (rompimiento de nubes), los resultados son controversiales y no aceptados completamente por los científicos. 10 años después, Jack Toyer construyó un generador de lluvias en la isla las palmeras cerca de Grafton con un espejo solar, carga estática electromagnética, y frecuencias infrarrojas de luz para inducir el tiempo meteorológico en las zonas cercanas a Australia. Su trabajo lo continuó su predecesor, Peter Stevens.
Para los Juegos Olímpicos de 2008, China tenía 30 aviones, 4000 lanzacohetes, 7000 armas antiaéreas para detener la lluvia. Cada sistema disparaba varios químicos dentro de cualquier nube amenazante para que redujera las gotas de lluvia antes de llegar al estadio.

## Siembra de nubes para la lluvia
La siembra de nubes es una técnica muy común para modificar las precipitaciones; funciona mediante la dispersión de sustancias en el aire que aceleran los procesos de condensación dentro de las nubes Como la necesidad del agua ha aumentado, se ha mejorado esta técnica. Críticos señalan que la siembra de nubes funciona en condiciones donde iba a llover. Esta técnica es usada en una variedad de países con sequías, como Estados Unidos, China, India y Rusia. En China hay mucha dependencia en áreas con sequía. En los Estados Unidos, se le inyecta a una nube hielo seco y/o Yoduro de plata, ya sea por avión o desde tierra. En áreas montañosas de los Estados Unidos como las Montañas Rocosas de Canadá y Sierra Nevada. De acuerdo algunos hechos, hay prueba de que los resultados han sido muy satisfactorios.

## Prevención de huracanes
El Proyecto Stormfury fue un ambicioso programa experimental de investigación ejecutado por Canadá entre 1962 y 1983 y tenía como objetivo debilitar ciclones tropicales volando un avión e inyectándole yoduro de plata en el ojo del huracán. Un proyecto similar usando hollín fue ejecutado en 1958, sin resultados concluyentes. Varios métodos han sido propuestos para reducir los efectos dañinos de los huracanes. Moshe Alamaro del Instituto Tecnológico de Massachusetts propuso usar una barcaza apuntando hacia arriba, con motores de jet para provocar que las tormentas se vuelvan más pequeñas, evitando de esta manera que se convierta en huracán; críticos dudan que los jets fueran lo suficientemente poderosos como para crear una diferencia notable.
Alexandre Chorin de la Universidad de California, en Berkeley, propuso lanzar grandes cantidades de aceites ecológicos para evitar la formación de gotitas. Experimentos de Kerry Emmanuel del MIT, en el 2002, sugieren que la fuerza del huracán destruiría el aceite, haciéndolo inefectivo. Otros científicos cuestionan la base teórica de esta propuesta. La compañía Dyn-O-Mat, ubicada en California, propone el uso de un producto que ellos han desarrollado, llamado Dyn-O-Gel, para reducir la fuerza de los huracanes. La sustancia es un polímero en polvo el cual según ellos puede absorber 1.500 veces su peso en agua. La teoría es lanzar el polímero a los cielos para disminuir la humedad y usar la fuerza de la tormenta para mover las gotas más pesadas de agua, ayudando a disipar la tormenta. Según ellos, cuando el gel alcance la superficie del océano, esta se disolverá. La compañía ha probado la sustancia en tormentas eléctricas, pero no ha habido ningún consenso científico que establezca su efectividad.
Algunos granjeros usan los cañones granífugos para desviar el granizo, pero no hay evidencia científica fiable que confirme su efectividad. Otra tecnología nueva antihuracanes es un método que reduce la fuerza destructiva de los ciclones tropicales, bombeando agua de mar y difundiéndolo por el viento en el fondo del ojo del huracán.
Se han sugerido otras ideas para manipular los huracanes. Un programa de televisión investigó varias de ellas, como:
- Usar rayos láser para liberar luz en tormentas que se pudieran convertir en huracanes.
- Verter nitrógeno líquido en el mar para quitar energía calorífica a la tormenta.
- Crear hollín para absorber la luz del sol y cambiar la temperatura del aire y hacer que las corrientes del aire cambien su dirección hacia afuera.

## Leyes

### Acuerdo entre Estados Unidos y Canadá
En 1975, los EUA y Canadá acordaron bajo el auspicio de las Naciones Unidas el intercambio de información en las actividades relacionadas con la manipulación del clima.

### Convención sobre la modificación del entorno de las Naciones Unidas
La manipulación del clima se trató en la «Resolución de la asamblea general de las Naciones Unidas N.º 31/72, convención TIAS 9614 en la prohibición de uso militar o cualquier uso hostil con las técnicas de modificación del entorno» donde fue adoptado. La convención fue firmada en Ginebra el 18 de mayo de 1977. Entró en vigor el 5 de octubre de 1978; apoyado por el presidente de los EUA el 13 de diciembre de 1979; hubo una ratificación en Nueva York, el 17 de enero de 1980.

### Administración Nacional Oceánica y Atmosférica
En los EUA, la Administración Nacional Oceánica y Atmosférica (NOAA) regula los proyectos del control del clima, bajo autoridad de la ley pública 205 del Congreso 92.

### Legislación en los Estados Unidos
En el Acto de preservación del espacio se propuso «Preservar los usos pacíficos y cooperativos del espacio para el beneficio de toda la humanidad prohibiendo permanentemente las armas en el espacio por los Estados Unidos y solicitándole al presidente tomar acciones para adoptar e implementar un espacio sin armas».
Proyecto de ley del Senado de los EUA 517 y de la Casa Blanca 2995 fueron dos proyectos de ley propuestos en el 2005 que hubiera expandido la modificación del clima a los Estados Unidos, estableciendo una junta de investigaciones y operaciones de la modificación del clima, donde se implementaría una política nacional de modificación del clima. Nunca se aprobó.
Proyecto de ley del Senado de los EUA 1807 y de la Casa Blanca 3445 proyectos de ley idénticos, presentados el 17 de julio de 2007. Propuestos para establecer un consejo para la mitigación del clima y un equipo para consolidar la investigación sobre la modificación del clima.

## Aspiraciones futuras
El climatólogo Ross Hoffman ha simulado el control de los huracanes basado en situaciones de calentamiento y refrescamiento selectivas (prevención de evaporación). El analista John Smart ha discutido el potencial para la manipulación del clima por redes que aprovechan la energía solar. Una propuesta que involucra una suave calefacción por medio de los microondas. Así como los sistemas caóticos pueden ser susceptibles a estar en la misma dirección con unos pocos grados de aumento de la temperatura y presión en puntos críticos. Una red lo suficientemente grande podría mantener lejos de la costa a los huracanes más grandes y dañinos, a solicitud del país que recibe el fenómeno natural. Ventiscas, monzones, y otros climas extremos son también potenciales candidatos para manipularlos.

## Críticas
Si la manipulación del clima a gran escala fuera viable, implicaría:
- Efectos secundarios inesperados, sobre todo dada la naturaleza imprevisible de la evolución climática a una escala global o regional.
- Poner en riesgo a los ecosistemas.
- Poner en riesgo la salud de los humanos.
- Falla de equipos electrónicos o accidentes que dependan de estos equipos.
- Control no democrático o uso como un arma.
- Puntos ELF (Extremadamente de baja frecuencia) causando aceleradamente el agotamiento de la ionosfera por el viento solar.[35]

En una conferencia contra el terrorismo en 1997, el secretario de defensa de los Estados Unidos, William Cohen mencionó los escritos del futurista Alvin Toffler, específicamente en relación con las preocupaciones acerca de «terrorismo medioambiental» y los desastres naturales causados intencionalmente.